# 结块

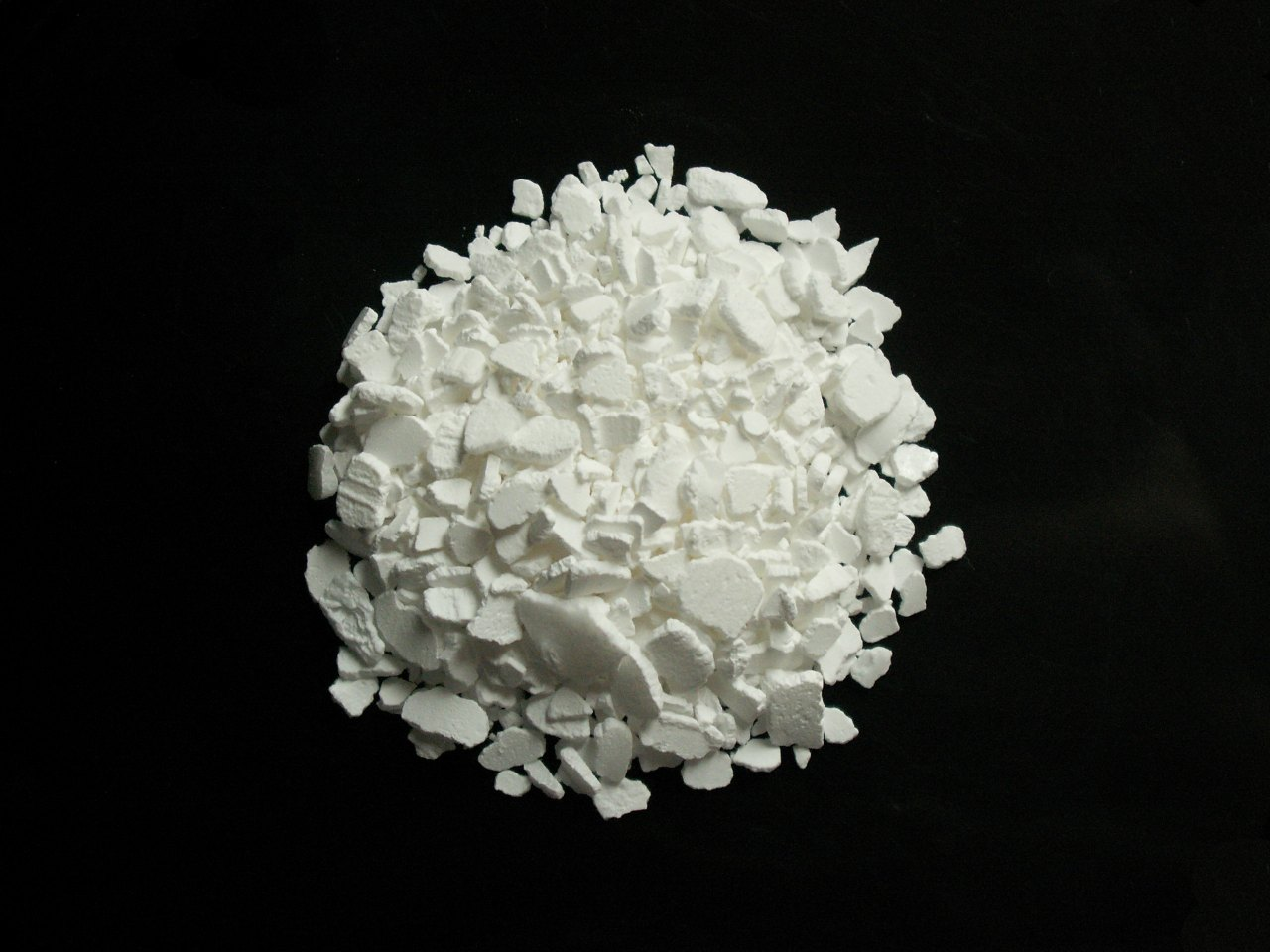
氯化钙样品的结块趋势。

结块是原本分散的粉体经过温度、湿度等条件变化后连接在一起，形成较大颗粒的过程，团块的形成会影响包装、运输、流动性及消费使用。通常，结块是不希望发生的现象，但在将粉状物质压制成药片或煤饼时，结块是有益的。颗粒物质也可能发生结块，特别是那些具有吸湿性的物质，如盐、糖和许多化学肥料。为了控制结块，通常会添加抗结剂。
在设计和构建散料处理设备时，必须考虑结块特性。需要储存并在未来某个时刻能够平稳流动的粉末物质，通常会被制成颗粒或片剂形式。

## 机制
结块机制取决于物料的性质。结块是颗粒表面发生化学反应的结果。这些反应通常涉及水蒸气或其他气体的吸附。晶体固体通常通过微晶粒之间形成液桥并随后融合成固体桥而发生结块。非晶态物质可以通过玻璃转化和粘度变化发生结块。多晶相變也可能诱发结块。结块过程还可能涉及颗粒间的静电吸引力或弱化学键的形成。

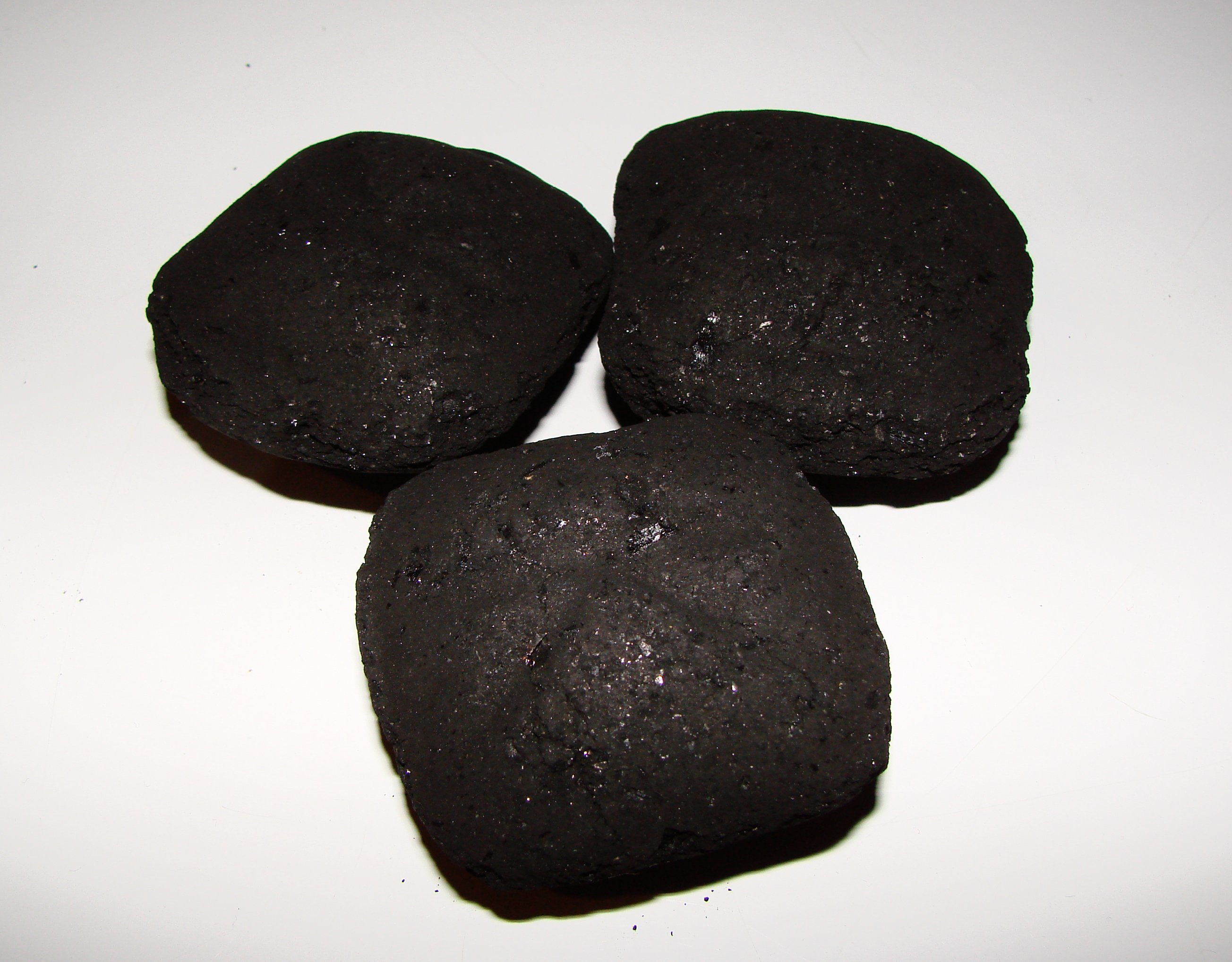
木炭的结块倾向在生产煤球时得到利用，这比散装木炭更便于操作。

## 抗结剂
抗结剂是防止结块的化学化合物。有些抗结块剂通过吸收多余的水分或通过涂覆颗粒使其具有抗水性来发挥作用。常见的抗结块剂之一是矽酸鈣，它常添加到食盐中，能够吸收水分和油。抗结剂也被广泛应用于非食品领域，如道路盐，肥料，化妆品，合成洗涤剂，以及制造业。